# Distichia
Genre
Classification APG IV (2016)
Synonymes
- Goudotia Decne.
- Agapatea Steud., not validly published
- Agapatea Steud. ex Buchenau, not validly published

Distichia est un genre de plantes de la famille des Juncaceae décrit en 1843,.
Le genre est originaire d'Amérique du Sud ,.

## Distribution et habitat
Ces espèces de plantes se trouvent principalement au Nord-Ouest de l'Argentine, en Bolivie, au Nord du Chili, en Colombie, en Équateur et au Pérou.
Avec leur fameuse forme en coussin, elles forment, avec d’autres plantes, et en stockant l'eau, un environnement qui se nomme bofedal dans les zones humides d’altitude de la cordillère des Andes. Elles participent ainsi au maintien d’une humidité permanente permettant d’alimenter la faune pendant les longs mois sans précipitation .

## Liste des espèces[3]
- Distichia acicularis Balslev & Laegaard - Équateur
- Distichia filamentosa Buchenau - Pérou
- Distichia muscoides Nees & Meyen - Colombie, Équateur, Pérou, Bolivie, Nord-Ouest de l'Argentine